# Alfredo Tartarini
Alfredo Tartarini, né en 1845 et mort en 1905, est un peintre italien, illustrant des fresques et des objets décoratifs.

## Biographie
Alfredo Tartarini est un élève de Salvatore Tomaselli et de Tito Azzolini. En 1887, et en 1890, il remporte le Premio Curlandese, un prix récompensant la peinture en perspective. Il collabore avec Alfonso Rubbiani pour la décoration du Palazzo della Mercanzia et pour les peintures des églises San Francesco et San Petronio de Bologne. En 1902, il participe à la Première exposition internationale d'art décoratif moderne de Turin. En 1903, il est le curateur de la section des peintres d'Émilie-Romagne, pour la Biennale de Venise. Il marque l'Art nouveau italien, le stile Liberty.
Il eut entre autres pour élève Giuseppe Romagnoli.